# 外膜

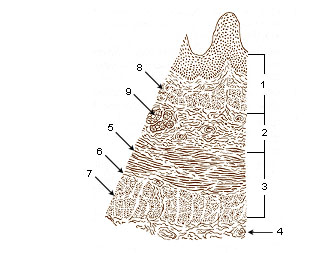
食道壁の層
1.粘膜
2．粘膜下層
3．筋層
4．外膜
5．横紋筋
6．Striated and smooth
7．平滑筋
8．粘膜筋板
9．食道腺

外膜（がいまく、英: adventitia）は、器官、血管、その他の構造における結合組織の最外層。例えば、tunica adventitiaと呼ばれる動脈を包む結合組織は動脈とは無関係であるとみなされている。外膜の役割はある程度は器官を包む組織の層である漿膜より優先する。腹部においては、腹部かあるいは腹部後方かにより器官を包む膜は外膜と漿膜に分かれる。
- 腹部器官は漿膜に包まれる（中皮の層、臓側腹膜）。
- 腹部後方の器官は外膜に包まれる（疎性結合組織）。

消化管において、外筋層の多くは漿膜によって境界される。しかし、胸部食道、上部結腸、直腸の外筋層は外膜によって境界される（十二指腸の外筋層は両者によって境界される）.。
胆嚢の結合組織は外膜によって肝臓の表面と、その他の表面とは漿膜によって境界される。
細菌においては外膜(outer membrane)はグラム陰性菌に認められる構造である。リポ多糖を主成分とする。グラム陰性菌はこの外膜でグラム陽性菌の細胞膜に相当する内膜を包み込み、この内外膜間にペリプラズム空間を持つ。グラム陽性菌でも存在する細菌の細胞壁ペプチドグリカンはこのペリプラズム空間に存在する。